# ماساتوشي أكي
ماساتوشي أكي (9 يوليو 1990 في طوكيو في اليابان – )؛ هو لاعب كرة قدم ياباني سابق كان يلعب كمدافع.

## وصلات خارجية
- ماساتوشي أكي على موقع رابطة كرة القدم اليابانية للمحترفين (اليابانية)